# Réserve de parc national Assinica
La réserve de parc national Assinica est une aire protégée située dans le centre-ouest du Québec, au Canada. Ce territoire de 3 193 km2, mis en réserve en 2011, a pour but de protéger l'un des plus importants habitats d'espèces menacées tels que le caribou des bois, écotype forestier, ainsi que le pygargue à tête blanche dans la faune. En ce qui concerne la flore, deux espèces anciennement susceptibles d'être menacées ou vulnérables ont été observées dans cette réserve : la hudsonie tomenteuse et l'aréthuse bulbeuse.